# Keramat Jaya (Sungai Keruh)
Keramat Jaya is een bestuurslaag in het regentschap Musi Banyuasin van de provincie Zuid-Sumatra, Indonesië. Keramat Jaya telt 1278 inwoners (volkstelling 2010).